# St. Clairsville, Pennsylvania
St. Clairsville là một thị trấn thuộc quận Bedford, tiểu bang Pennsylvania, Hoa Kỳ. Năm 2010, dân số của thị trấn này là 78 người.